# Parafia św. Jana Chrzciciela w Piekarach
Parafia św. Jana Chrzciciela w Piekarach znajduje się w dekanacie strzegomskim w diecezji świdnickiej. Była erygowana 10 stycznia 1900 roku.